# Osasti pajek
Osasti oz. osji pajek (znanstveno ime Argiope bruennichi) je vrsta pajka iz družine križevcev, ki je razširjen po Evropi in Severni Afriki. Ime je dobila po črtastem vzorcu na zadku in nogah pri samicah, ki je podoben vzorcu pri osi.
Ta vrsta pajkov plete mreže v nizki travi. Mreže, ki jih ti pajki začnejo graditi v mraku ali v zgodnjih jutranjih urah, so razmeroma velike. V njih je vedno vpleten poseben cikcakast vzorec, imenovan stabilimentum, katerega vloga zaenkrat še ni pojasnjena, domnevno pa sodeluje pri privabljanju plena. Pajki velike mreže pletejo približno eno uro. Ujete žuželke pajki ovijejo v svileno nit in vanje vbrizgajo strup in prebavne encime, ki začnejo plen prebavljati od znotraj.
Samci so manjši od samic, pogosto se zadržujejo v neposredni bližini samice. Samec čaka, da samica spolno dozori, po zadnji levitvi, ko so njeni strupniki začasno razmehčani, pa se pari z njo. Kljub temu samica v večini primerov ubije in požre samca med parjenjem. Samci imajo zato mehanizem, ki pomaga zagotoviti, da bo samico oplodila ravno njihova sperma - pedipalp, s katerim jo prenesejo do samičine spolne odprtine, se med parjenjem pogosto odlomi in odprtino zapečati, tako da se samica ne more ponovno pariti. Če samica med parjenjem požre samca, to ne pripomore bistveno k produkciji potomcev; razlaga, da se samec žrtvuje da prehrani samico in s tem prispeva hranilne snovi za razvoj potomstva, kot je dokazano pri nekaterih drugih vrstah pajkov, tukaj ne drži. Namesto tega žrtvovanje pripomore samo toliko, da traja parjenje dlje, kar verjetno služi za povečanje možnosti, da bo jajčeca oplodil točno ta samec.

## Taksonomija
Vrsto je leta 1772 opisal prirodoslovec Giovanni Antonio Scopoli po primerkih, zbranih na Kranjskem. Kot pri ostalih pajkih, ki jih je opisal, mu je dal znanstveno ime po svojem sodobniku, v tem primeru Dancu Mortenu Brünnichu.
Poleg nominalne je priznana ena podvrsta osjega pajka:
- Argiope bruennichi nigrofasciata Franganillo, 1910 (Portugalska)

V preteklosti je bilo opisanih še več podvrst, vendar so bile kasneje ob revizijah vključene v osnovno.